# Kanton Reims-10
Kanton Reims-10 (fr. Canton de Reims-10) byl francouzský kanton v departementu Marne v regionu Champagne-Ardenne. Tvořila ho pouze část města Remeš. Zrušen byl po reformě kantonů 2014.